# Kenjirō Shinozuka
Pour les articles homonymes, voir Shinozuka.
Kenjirō Shinozuka (篠塚 建次郎, Shinozuka Kenjirō, dit Shino), né le 20 novembre 1948 à Ōta (Tokyo) et mort le 18 mars 2024 à Suwa (Nagano), est un pilote de rallye et de rallye-raid japonais. 
Il est le premier Japonais et le premier non-Européen à remporter le Paris-Dakar en 1997, associé au copilote français Henri Magne.

## Biographie
Kenjirō Shinozuka commence sa carrière en rallyes en 1967. Employé de l’entreprise Mitsubishi à partir de 1971, comme vendeur de voitures et mécanicien en concession, il se fait remarquer par ses qualités de rallyman et obtient une place dans l’écurie d’usine Mitsubishi avec qui il remporte deux titres nationaux successifs en 1971 et 1972.
Il court pendant la majorité de sa carrière pour Mitsubishi, avant de passer chez Nissan en 2003.
Il dispute 20 rallyes du championnat du monde des rallyes entre 1976 (rallye du Kenya) et 1997 (rallye d'Australie). Sa première compétition internationale est le Southern Cross Rally 1974 (en) (région de Port Macquarie, Nouvelle-Galles du Sud, Australie).
En 1988 il devient ainsi au travers du WRC le premier vainqueur du Championnat d'Asie-Pacifique des rallyes alors naissant, sur Mitsubishi Galant VR-4, et remporte le Rallye d'Indonésie en 1990.
Également spécialiste des rallyes sur le continent africain, il remporte en 1991 le rallye de Côte d'Ivoire, épreuve comptant alors pour le championnat du monde des rallyes, sur une Mitsubishi Galant VR-4, devenant ainsi le premier Japonais et le seul à l'heure actuelle, à remporter une manche du championnat du monde des rallyes. En 1992, Shinozuka récidive en s'adjugeant le rallye ivoirien pour la seconde année consécutive. Il termine aussi deuxième du Safari Rally en 1994.
Parallèlement à sa carrière en rallye traditionnel, il court aussi en rallye-raid. Au volant d'un Mitsubishi Pajero officiel, il termine notamment troisième du Dakar 1987, deuxième en 1988, troisième en 1993 et 1995, avant de remporter cette épreuve en 1997 aux côtés d'Henri Magne, devenant ainsi le premier vainqueur non-européen de cette épreuve (d'où une grande reconnaissance nationale dans son pays). Il finit aussi deuxième en 1998, et troisième en 2002. Passé en 2003 chez Nissan, qui engage officiellement des Pickup, il connait un grave accident avec son copilote le français Thierry Delli Zotti lors du Dakar cette année-là et  passe plusieurs jours dans le coma, dont il sort indemne. Après avoir annoncé qu'il arrêterait le Dakar après 2006, il revient disputer l'édition 2007 sur un Nissan Pathfinder, terminant l'épreuve à la 59e place, à 59 ans. Au total, il a en fait participé régulièrement au Dakar durant plus d'une vingtaine d'années.
L'année de son accident, il remporte également le rallye-raid d'Argentine, quelques semaines plus tard (2003).
En 2018, Shinozuka participe à la 11ème édition de L'Africa Eco Race à bord d'un 4x4 Isuzu avec sa copilote Cathy Derouseaux.
Kenjiro Shinozuka meurt le 18 mars 2024, à l’âge de 75 ans, d’un cancer du pancréas dans un hôpital de la ville de Suwa, préfecture de Nagano.

## Palmarès

### Titres
| Année | Titre                                                                  | Voiture                |
| ----- | ---------------------------------------------------------------------- | ---------------------- |
| 1971  | Champion du Japon des rallyes                                          |                        |
| 1972  | Champion du Japon des rallyes                                          |                        |
| 1988  | Champion des rallyes Asie Pacifique (copilote John Meadows)            | Mitsubishi Galant VR-4 |
| 1998  | Vice-champion du monde des rallyes tout-terrain (copilote Henri Magne) | Mitsubishi Pajero      |
| 1999  | Vice-champion du monde des rallyes tout-terrain                        | Mitsubishi Pajero      |

### Victoires en WRC
| Rang | Année | Rallye                           | Pays          | Copilote     | Voiture                |
| ---- | ----- | -------------------------------- | ------------- | ------------ | ---------------------- |
| 1    | 1987  | 23e Rallye Côte d'Ivoire Bandama | Côte d'Ivoire | John Meadows | Mitsubishi Galant VR-4 |
| 2    | 1988  | 24e Rallye Côte d'Ivoire Bandama | Côte d'Ivoire | John Meadows | Mitsubishi Galant VR-4 |

### Palmarès au rallye-raidParis-Dakar
| Année | Catégorie | Véhicule                    | Copilote             | Classement      | Victoires d'étapes |
| ----- | --------- | --------------------------- | -------------------- | --------------- | ------------------ |
| 1986  | Auto      | Mitsubishi Pajero           | Philippe Bocande     | 46e             | -                  |
| 1987  | Auto      | Mitsubishi Pajero           | Jean-Claude Morellet | 3e              | -                  |
| 1988  | Auto      | Mitsubishi Pajero           | Henri Magne          | 2e              | -                  |
| 1989  | Auto      | Mitsubishi Pajero           | Henri Magne          | 6e              | 1                  |
| 1990  | Auto      | Mitsubishi Pajero           | Henri Magne          | 5e              | 2                  |
| 1991  | Auto      | Mitsubishi Pajero           | Henri Magne          | Abd.            | 1                  |
| 1992  | Auto      | Mitsubishi Pajero           | Henri Magne          | 3e              | 1                  |
| 1993  | Auto      | Mitsubishi Pajero           | Henri Magne          | 5e              | -                  |
| 1994  | Auto      | Mitsubishi Pajero           | Henri Magne          | Abd.            | -                  |
| 1995  | Auto      | Mitsubishi Pajero           | Henri Magne          | 3e              | -                  |
| 1996  | Auto      | Mitsubishi Pajero           | Henri Magne          | 17e             | 1                  |
| 1997  | Auto      | Mitsubishi Pajero Evolution | Henri Magne          | 1er             | 3                  |
| 1998  | Auto      | Mitsubishi Pajero Evolution | Henri Magne          | 2e              | 4                  |
| 1999  | Auto      | Mitsubishi Pajero Evolution | Henri Magne          | 4e              | 3                  |
| 2000  | Auto      | Mitsubishi Pajero Evolution | Dominique Serieys    | Abd.            | 1                  |
| 2001  | Auto      | Mitsubishi Pajero Evolution | Fred Gallagher       | 30e             | -                  |
| 2002  | Auto      | Mitsubishi Pajero Evolution | Thierry Delli-Zotti  | 3e              | 1                  |
| 2003  | Auto      | Nissan Navara               | Thierry Delli-Zotti  | Abd.            | 1                  |
| 2004  | Auto      | Nissan Navara               | Arnaud Debron        | Abd.            | 1                  |
| 2005  | Auto      | Nissan Navara               | Pascal Maimon        | Abd. (7e étape) | -                  |
| 2006  | Auto      | Nissan Navara               | Roberto di Persio    | Abd.            | -                  |
| 2007  | Auto      | Nissan Pathfinder           | Roberto di Persio    | 59e             | -                  |

Soit principalement:
| Année | Classement |
| ----- | ---------- |
| 1997  | 1er        |
| 1988  | 2e         |
| 1998  | 2e         |
| 1987  | 3e         |
| 1993  | 3e         |
| 1995  | 3e         |
| 2002  | 3e         |

### Autre victoire en rallye-raid
- Baja d'Italie, en 1998 (avec le français Gilles Picard).

## Distinction
- Hall of Fame du sport automobile japonais attribué en 2022[9].